# Колорадо Спрингс
Колорадо Спрингс (енгл. Colorado Springs) други је по величини град у америчкој савезној држави Колорадо. Број становника по попису из 2010. године је 416.427.

## Демографија
По попису из 2010. године број становника је 416.427, што је 55.537 (15,4%) становника више него 2000. године.
|                   | 2010.            | 2000.            |
| Укупно            | 416 427 (100,0%) | 360 890 (100,0%) |
| Белци             | 294 598 (70,74%) | 271 734 (75,30%) |
| Хиспаноамериканци | 66 866 (16,06%)  | 43 330 (12,01%)  |
| Афроамериканци    | 26 253 (6,304%)  | 23 677 (6,561%)  |
| Остали            | 16 109 (3,868%)  | 11 970 (3,317%)  |
| Азијати           | 12 601 (3,026%)  | 10 179 (2,821%)  |

## Партнерски градови
- Смоленск
- Fujiyoshida
- Бишкек
- Нуево Касас Грандес
- Bankstown
- Палмас
- Kaohsiung City